# Patellapis pondoensis
Patellapis pondoensis är en biart som först beskrevs av Cockerell 1937.  Patellapis pondoensis ingår i släktet Patellapis och familjen vägbin. Inga underarter finns listade i Catalogue of Life.